# Галина (Индијана)
Галина (енгл. Galena) насељено је место без административног статуса у америчкој савезној држави Индијана.

## Демографија
По попису из 2010. године број становника је 1.818, што је 13 (-0,7%) становника мање него 2000. године.
| Група             | 2000.         | 2010.         |
| Белци             | 1.785 (97,5%) | 1.781 (98,0%) |
| Афроамериканци    | 4 (0,2%)      | 0 (0,0%)      |
| Азијати           | 12 (0,7%)     | 11 (0,6%)     |
| Хиспаноамериканци | 16 (0,9%)     | 12 (0,7%)     |
| Укупно            | 1.831         | 1.818         |